# Baeus arthuri
Baeus arthuri är en stekelart som beskrevs av Stevens 2007. Baeus arthuri ingår i släktet Baeus och familjen Scelionidae. Inga underarter finns listade.